# 波克羅夫斯克區
波克羅夫斯克區（羅馬化：Pokrovskyi raion）是烏克蘭東部頓涅茨克州的一個區，行政中心設於波克羅夫斯克，面積为4,020平方公里，人口数量为393,487人（2021年估计）。

## 历史
本区之前名为紅軍城區（Красноармійський район，羅馬化：Krasnoarmiiskyi raion）。2016年5月21日乌克兰最高拉达据去共化法律将紅軍城區改名为波克羅夫斯克區，红军城改名为波克羅夫斯克。
2020年7月18日作为乌克兰行政区划改革的一部分，頓涅茨克州的区份数量减至8个（其中5个由乌克兰政府控制），波克羅夫斯克區的面积显著增加。改革前波克羅夫斯克區的面积为1,316平方公里，2020年人口数量为29,449人。

## 行政区划
波克羅夫斯克區下分为14个市镇。
| №  | 市镇             | 行政中心     |
| -- | ---------------- | ------------ |
| 1  | 阿夫迪伊夫卡市镇 | 阿夫迪伊夫卡 |
| 2  | 比洛泽尔斯凯市镇 | 比洛澤爾斯凱 |
| 3  | 多布罗皮利亚市镇 | 多布羅皮利亞 |
| 4  | 米尔诺赫拉德市镇 | 米爾諾赫拉德 |
| 5  | 塞利多韦市镇     | 塞利多韋     |
| 6  | 波克罗夫斯克市镇 | 波克羅夫斯克 |
| 7  | 新赫罗迪夫卡市镇 | 新赫羅迪夫卡 |
| 8  | 赫罗迪夫卡市镇   | 赫罗迪夫卡   |
| 9  | 沙霍韦市镇       | 沙霍韦       |
| 10 | 克里沃里日亚市镇 | 克里沃里日亚 |
| 11 | 乌达奇内市镇     | 烏達奇内     |
| 12 | 库拉霍韦市镇     | 庫拉霍韋     |
| 13 | 马林卡市镇       | 馬林卡       |
| 14 | 奥切雷蒂内市镇   | 奥切雷蒂内   |